# Нижнівське (заповідне урочище)
Ни́жнівське — заповідне урочище в Україні. Об'єкт природно-заповідного фонду Івано-Франківської області. 
Розташоване в межах Тлумацького району Івано-Франківської області, біля села Нижнів. 
Площа 53 га. Статус надано згідно з рішенням обласної ради від 15.07.1993 року. Перебуває у віданні ДП «Івано-Франківське лісове господарство» (Клубівецьке л-во, кв. 20, вид. 1-6, 21, 22). 
Статус надано для збереження заболоченої ділянки з прилеглим середньовіковим грабовим лісом. Тут зростають рідкісні для Подністров'я глечики жовті, цикута отруйна. На скелях серед лісу виявлено рідкісний вид папороті — щитник Роберта. 
Заповідне урочище «Нижнівське» входить до складу регіонального ландшафтного парку «Дністровський».